# Vulkaan-eilanden

De Vulkaan-eilanden of Kazan-rettō (Japans: 火山列島) vormen een keten van kleine vulkanische eilanden die ongeveer 1200 km zuidoostelijk van het hoofdeiland Honshū ligt. De eilanden vallen bestuurlijk onder de subprefectuur  Ogasawara en daardoor onder de prefectuur Tokio.
De eilandjes liggen 150 km ten zuidwesten van de Bonineilanden en 200 km zuidelijk van het eiland Nishinoshima, dat op dezelfde, onder de zeespiegel liggende, vulkanische rug ligt. De reeks strekt zich uit over een afstand van 140 km van noord naar zuid en bestaat uit drie eilanden:
- Kita Iwo Jima (北硫黄島, Kita-Iōtō, Kitaiōjima of Kitaiōtō, letterlijk: Noordelijk zwaveleiland)“, oppervlakte: 5,57 km², hoogste punt:792 m (Sakaki-ga-mine). Ligging: 25°, 26' NB;141°, 17' OL.
- Iwo Jima (硫黄島, Iōjima of Iōtō, letterlijk: Zwaveleiland), oppervlakte: 20,60 km²,  hoogste punt 166 m (Suribachi-yama). Ligging 24°, 47' NB; 141°, 19' OL. Dit is het grootste eiland, hier ligt een Japanse marinebasis.
- Minami Iwo Jima (南硫黄島, Minamiiōjima of Minamiiōtō, letterlijk: Zuidelijk zwaveleiland), oppervlakte: 3,54 km², hoogste punt: 916 m. Ligging: 24°, 14' NB; 141°,27',45" OL. Het eiland is onbewoond en het broedgebied van het endemische Japans stormvogeltje.

## Afbeeldingen

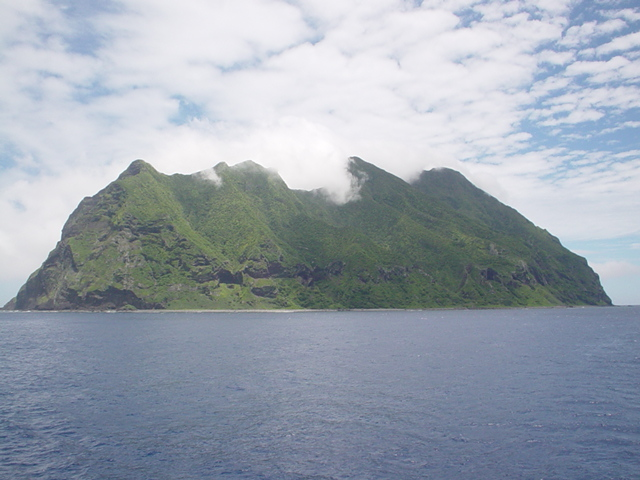
zijaanzicht van Kita Iwo Jima
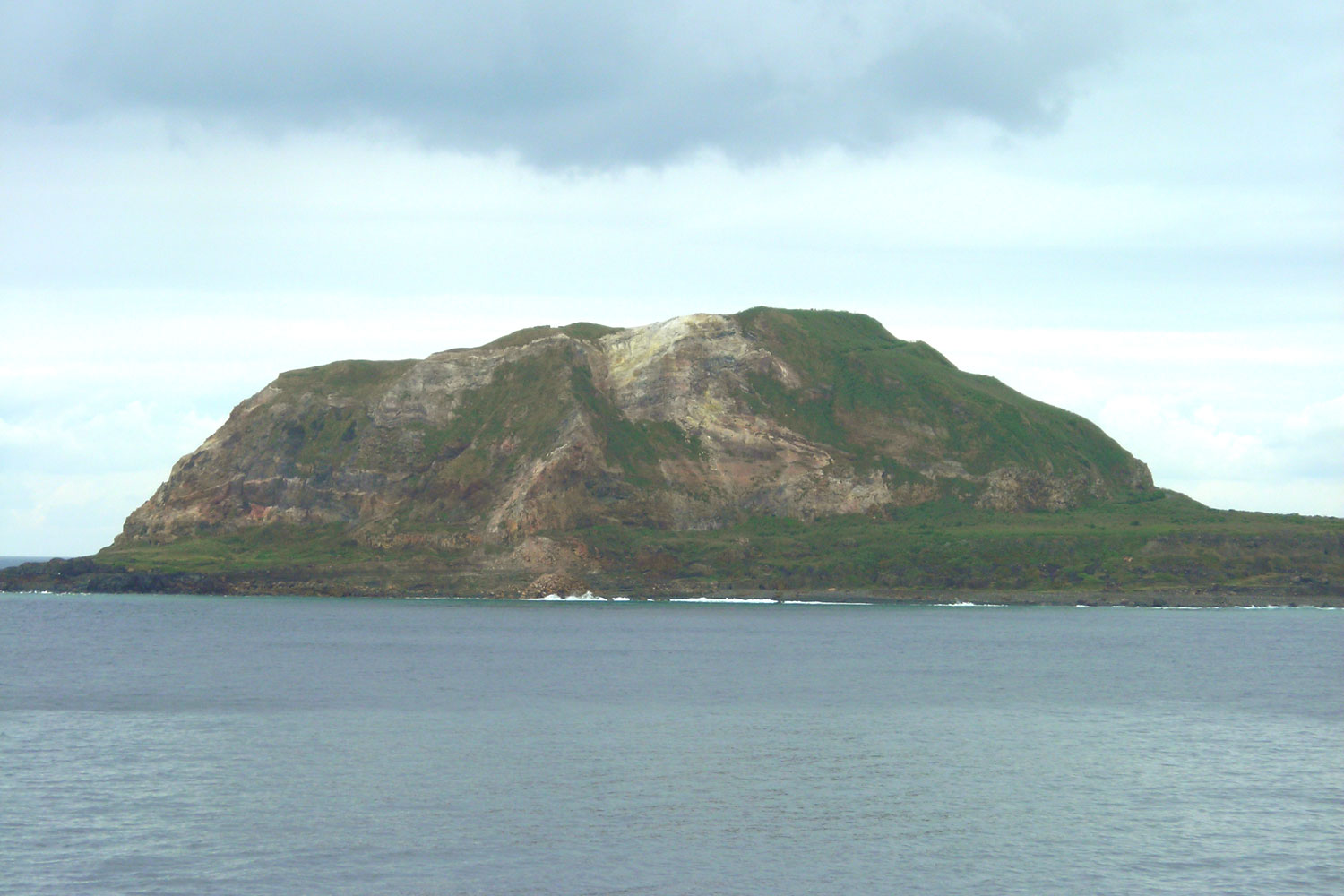
Zijaanzicht van Iwo Jima
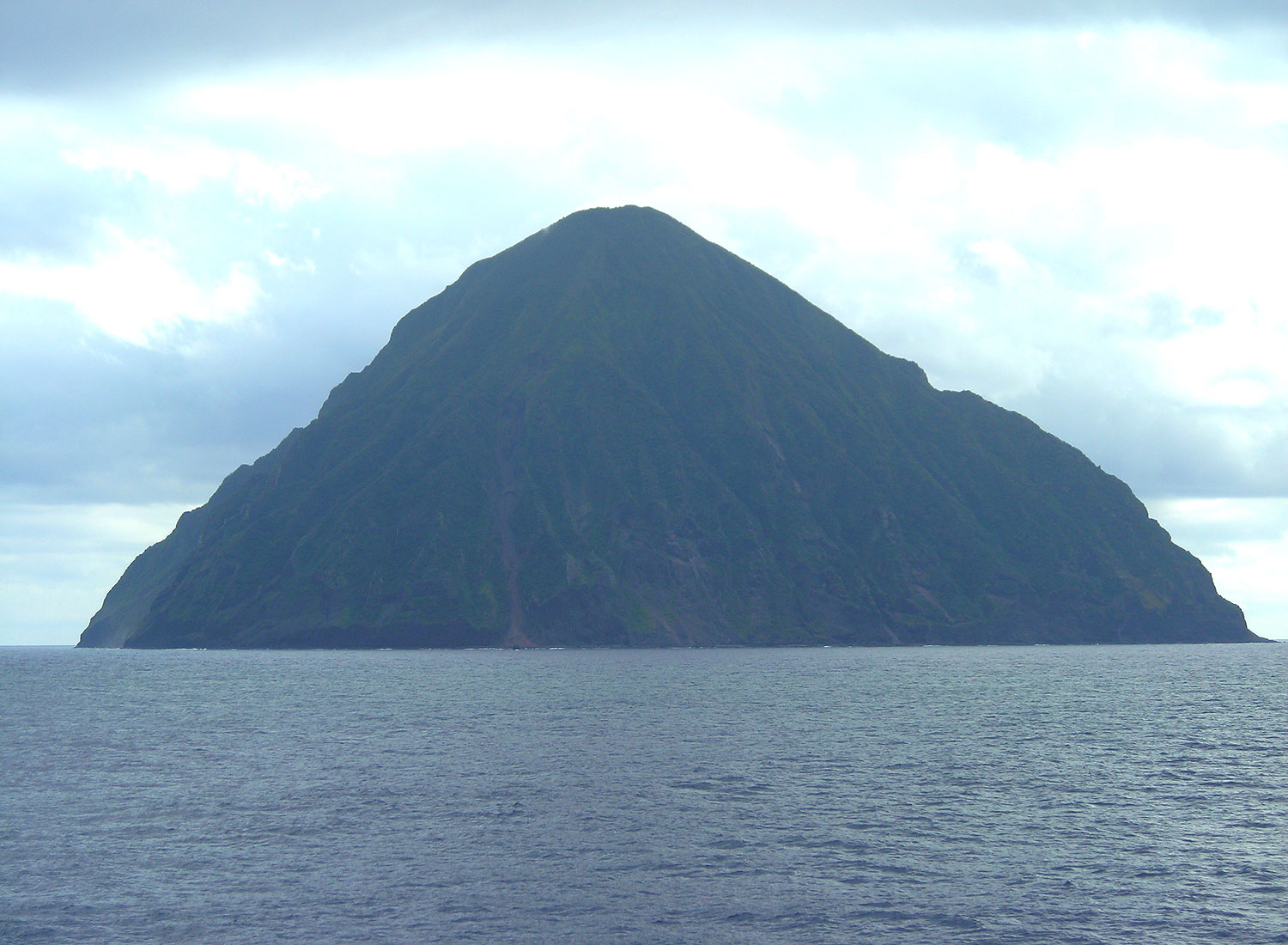
Zijaanzicht van Minami Iwo Jima
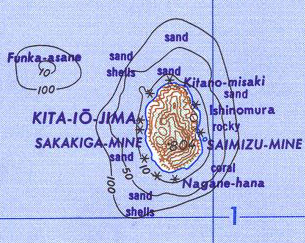
Kaart van Kita Iwo Jima
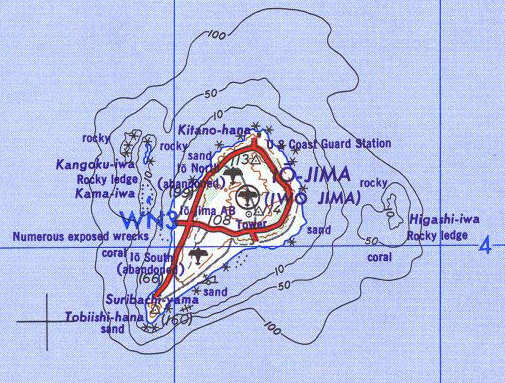
Kaart van Iwo Jima
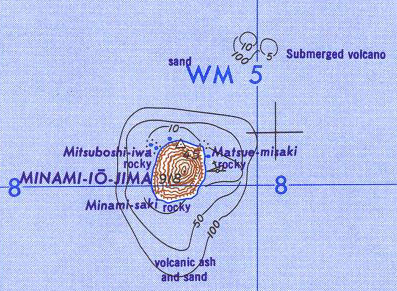
Kaart van Minami Iwo Jima